# Kanton Sézanne
Kanton Sézanne (fr. Canton de Sézanne) byl francouzský kanton v departementu Marne v regionu Champagne-Ardenne. Tvořilo ho 23 obcí. Zrušen byl po reformě kantonů 2014.

## Obce kantonu
- Allemant
- Barbonne-Fayel
- Broussy-le-Petit
- Broyes
- Chichey
- Fontaine-Denis-Nuisy
- Gaye
- Lachy
- Linthelles
- Linthes
- Mœurs-Verdey
- Mondement-Montgivroux
- Oyes
- Péas
- Pleurs
- Queudes
- Reuves
- Saint-Loup
- Saint-Remy-sous-Broyes
- Saudoy
- Sézanne
- Villeneuve-Saint-Vistre-et-Villevotte
- Vindey